# Countryside (Wirginia)
Arcola – jednostka osadnicza w Stanach Zjednoczonych, w stanie Wirginia, w hrabstwie Loudoun.